# Kalambaka

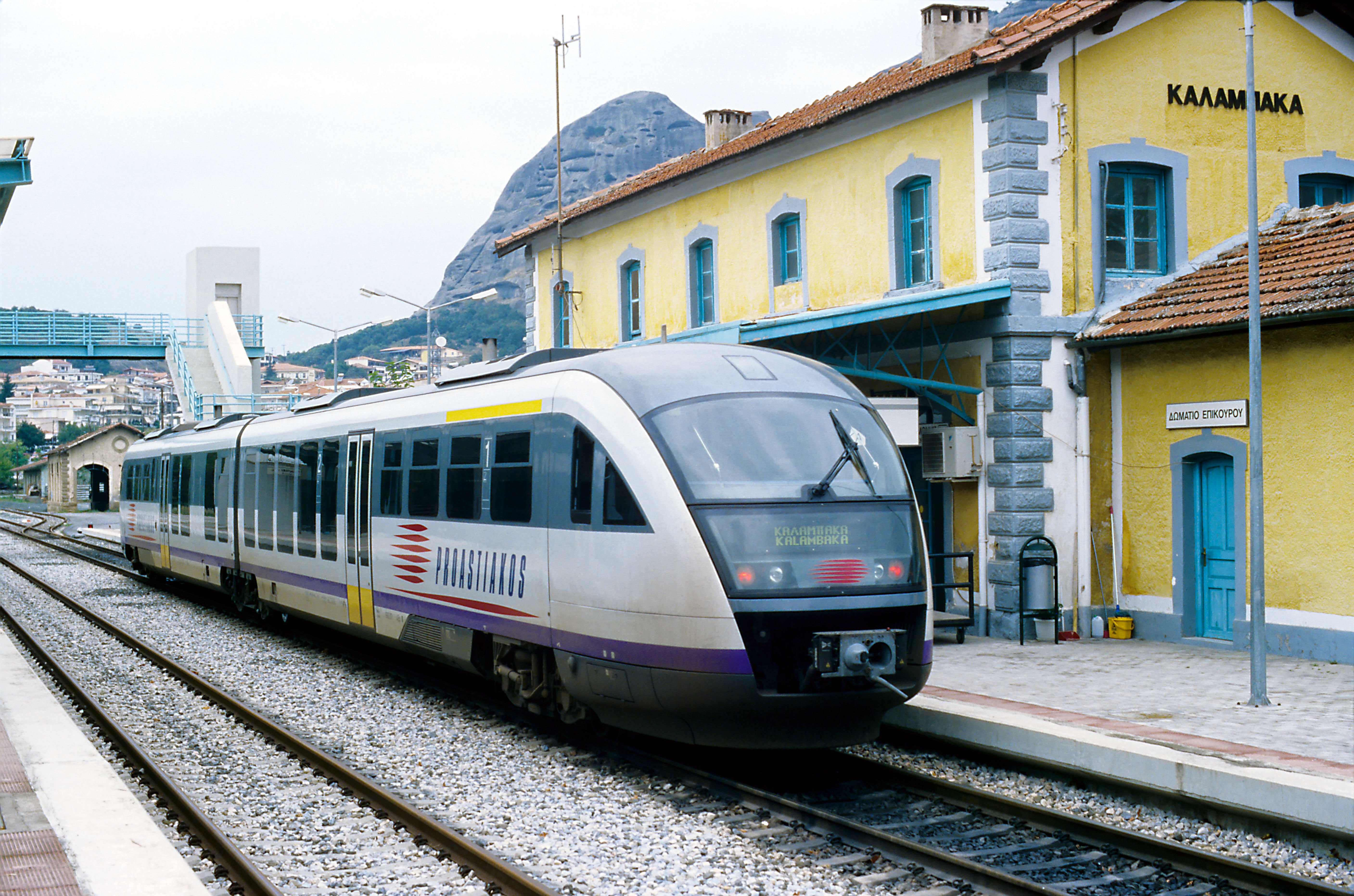
Bahnhof Kalambaka, im Hintergrund einer der Meteora-Felsen

Kalambaka (griechisch Καλαμπάκα (f. sg.); alternative Transkription Kalampaka auch Kalabaka) ist eine Stadt in der griechischen Region Thessalien. Sie ist Verwaltungssitz der Gemeinde Meteora, die mit rund 1.650 km² seit 2011 die an Fläche zweitgrößte griechische Gemeinde ist.

## Geographie
Die Stadt Kalambaka liegt am Fuß der Meteora-Klöster im nordwestlichsten Teil der Ebene von Thessalien, die durch den Pinios und seine Nebenflüsse gebildet wird. Der Stadtbezirk erstreckt sich über etwa 48 km² von den nordöstlich der Stadt gelegenen Meteora-Klöstern auf die gegenüberliegende Flussseite des Pinios bis zu den nordöstlichen Höhenzügen des Koziakas, der die thessalische Ebene nach Westen hin begrenzt und den östlichen Beginn des Pindos-Gebirges darstellt.
Zum Stadtbezirk Kalambaka zählen die beiden südlich auf der anderen Seite des Pinios gelegenen Dörfer Agia Paraskevi und Vitoumas. Die Stadt Kalambaka selbst hat 8330 Einwohner.

## Verkehr

### Straße
Durch die südwestlichen Stadtviertel verläuft die Nationalstraße 6 die hier abschnittsweise identisch mit der Europastraße 92 ist und Igoumenitsa am Ionischen Meer im Westen mit Volos am Pagasitischen Golf im Osten verbindet.

### Schiene
Der Bahnhof von Kalambaka ist ein Kopfbahnhof und Endpunkt der Bahnstrecke Paleofarsalos–Kalambaka, die 1882 als meterspurige Schmalspurbahn in Betrieb ging, Ende der 1990er Jahre aber auf Normalspur umgespurt wurde und so ab Januar 2001 erneut in Betrieb ging. Hier verkehren täglich ein Intercity-Paar von und nach Athen sowie Regionalzüge nach Paleofarsalos an der Bahnstrecke Piräus–Thessaloniki.

## Städtepartnerschaften
Zwischen Kalambaka und Schwabach in Bayern besteht seit 2002 eine Städtepartnerschaft.